# Sa Bassa
La Plaça de sa Bassa, o simplement sa Bassa, és el centre neuràlgic de la ciutat de Manacor. Té el seu origen en un creuaments de camins i, actualment, hi conviuen un casal senyorial dels segles XVII-XVIII, edificis tradicionalistes dels XIX-XX i un gratacel dels anys setanta. Avui en dia es troba peatonitzada i constitueix un dels eixos socials i llocs de trobada més importants dels manacorins i manacorines, on s'hi pot trobar tota mena de botigues, cafès i restaurants. Connecta amb els carrers Peral, de n'Alexandre Perelló, dels Tonadors, Major, de Pius XIII, d'en Joan Lliteres (popularment Ciutat) i d'en Francesc Gomila.

## Història

### Encreuament de camins
En el segle XIV, la zona de sa Bassa era la zona més elevada i millor comunicada del nucli original de Manacor. Es tractava d'una cruïlla de rutes que connectava els camins que arribaven d'Artà i de Llevant amb els camins que venien de Ciutat i de la resta d'illa. És per això que el creixement urbà inicial sempre tendí a desenvolupar-se des de la plaça de ses Verdures, centre de les activitats comercials, cap a la zona de sa Bassa. L'indret, idò, quedà definit com a punt d'entrada a la vila fins al segle XVI, període en què es delimità la plaça.

### La plaça
El desenvolupament i la importància de la zona feu que en el segle XVI es consolidassin les illetes construïdes entre els camins de Ciutat i de sa Tafal, i es perfilà així la plaça de sa Bassa. Es creu que el seu nom prové de l'existència d'un abeurador o bassa pel bestiar, tot i que també existeix la hipòtesi que afirma que el nom es deuria a un dels seus veïnats, ja que en aquest segle hi trobat documentat l'estatge Bartomeu Frau de sa Bassa.
Com a punt d'entrada de la vila, es té constància d'una creu de terme, probablement del segle XVI. Segons el plànol de Jeroni Berard, estava situada al centre de la plaça, al mig dels carrers de l'Anell i de n'Amer (actualment carrer Major i carrer de Pius XII). El seu objectiu era beneir el tràfic que circulava cap als camins i, possiblement, guardar un antic hospital que hi havia en aquella època.
Una petita capella residia al cap de cantó de la plaça. Es tracta de tres figures de pedra en alt relleu, representant a la Verge, a l'arcàngel Sant Miquel i Sant Antoni Abat, tot i que existeix un debat sobre la identitat de la tercera escultura. Actualment, tot i trobar-se en un estat bastant degradat, està localitzada a la sala medieval cristiana del Museu d'Història de Manacor.

### Tradicionalisme i modernitat
A finals del segle XIX i a principis del XX es perfilaren gran part dels elements artístics que caracteritzen sa Bassa. La majoria d'edificis foren reformats i dotaren la plaça de la fesomia tradicionalista representativa, com les finestres balconeres emmarcades per faixes de color blanc. També aparegueren elements eclèctics més innovadors, com poden ser els adorns neoclàssics de Can Busco i les decoracions d'argila de Can Dalmau. Gràcies a documentacions gràfiques se sap de l'existència d'un cadafal, a l'altura del carrer Major, ornamentat amb hídries de l'estil de Na Camel·la. Degué servir per tocar música els diumenges i segurament es va llevar quan va deixar de tenir la seva funció.
Sa Bassa fou testimoni també dels canvis socials de Manacor a principis del segle xx. Alguns exemples són l'arribada de l'electricitat, celebrada a la plaça amb una estructura de bombetes, i del cotxe, amb una sucursal de recanvis per a automòbils i un sortidor de benzina. De la mateixa manera, presencià les conseqüències de les primeres estructures sindicalistes, com el motí de les dones del 1920, anomenat el sequeió, on s'envestiren alguns comerços cèntrics amb el lema ''cremem sa Bassa!''.

### La Guerra Civil
Després del cop d'estat del 1936 s'establí la Jefatura de Falange a l'edifici del Rosari, a sa Bassa (actuals baixos del bar Mig/Mig). Allà s'hi portaven la majoria de detinguts i, en el cas de les dones, s'hi feien inspeccions ginecològiques i violacions. A la plaça, els presos republicans eren exposats al públic com a botí humà abans del seu afusellament, que es realitzava al cementeri d'es Pla o a Son Coletes.
Durant i després de la Guerra, sa Bassa continuà sent escenari de mostres feixistes, com la desfilada Falange femenina, el concert de la banda legionària ''Cóndor'' i els discursos del comte Rossi, el capità Jaume i altres caps falangistes. Els vencedors imposaren la memòria del bàndol franquista i modificaren el nom de sa Bassa pel de Calvo Sotelo, que fou el nom oficial fins al 1984.

### Gratacels i peatonització
El desenvolupament turístic i econòmic de les dècades seixanta i setanta propicià la construcció dels gratacels manacorins, com el de sa Bassa, popularment conegut com el ''bunyol d'en Coca''. La nova finca, que va substituir l'antiga fonda Muntaner, constà de dues fileres verticals de tretze pisos. A més, s'anaren modernitzant gran part de les plantes baixes dels edificis. Tot això provocà un contrast amb l'estètica tradicionalista de l'indret.
Degut a la gran massificació de cotxes, el 1998 es va empedrar la plaça i es va tancar al trànsit rodat. Tot i així, el desgast i el trencament de les rajoles va fer que s'hi hagués d'intervenir vàries vegades, la darrera de les quals fou al 2004, quan es va acabar de canviar l'adoquinat complet. Actualment, sa Bassa és una plaça peatonitzada on gran part de l'espai l'ocupen les terraces dels bars i restaurants.

## Edificis

### Can Serra
Casal senyorial dels segles XVII-XVIII situat en el cap de cantó de sa Bassa i el carrer Major. Tot i que l'interior ha quedat bastant modificat, la façana, que roman sense referir, conserva un aspecte poc alterat. Hi destaquen el marès que protegeix les obertures, el portal rodó amb carcanyols, un nínxol d'una capelleta i els arcs entre els dos aiguavessos.
L'edifici també se'l coneix com ''el Rosari'', segurament degut a l'existència d'un convent de monges franciscanes que hi va haver a finals del XIX. A principis del segle XX s'hi establí el cafè del Rosari i, després del cop d'estat del 36, s'hi establí la Jefatura de la Falange. Més endavant, l'immoble va passar a la Organización Juvenil Española, va assistir un centre juvenil i, durant els primers anys de democràcia, un centre de tercera edat. Actualment alberga el bar i sala de concerts Mig i Mig.

### S'Agrícola
Edifici d’estil tradicionalista del segle XIX i principis del XX situat enmig de sa Bassa. La façana de color groguenc segueix un patró simètric de finestres tancades amb persianes verdes de doble fulla. Una faixa de color blanc recrea un motiu decoratiu.
Des del 1900, el primer pis allotja el Sindicato Agrícola Manacorense, que era casa pròpia del conserge Ramón Codina y Bergada. Es tracta del primer sindicat agrícola manacorí, fundat el 1899 i sorgit de la necessitat d’associacionisme i de defensa dels interessos agrícoles. A causa dels canvis socials provocats pel boom turístic, el sindicat es reconvertí en l’Assossiació Cultural s’Agrícola 1982. L’edifici també alberga l’emblemàtic cafè del mateix nom.

### Can Babeley
Edifici d’estil tradicionalista de finals del segle XIX i principis del XX, ocupà part del solar d'un antic convent de franciscanes obert el 1740. Situat al cap de cantó entre sa Bassa i el carrer Pius XII (antic de n’Amer), les seves façanes segueixen un patró simètric de finestres balconeres tancades amb persianes verdes de doble fulla. El frontis que mira a la plaça està referit amb un morter que imita el marès, mentre que l’altre es troba nuu.
L’immoble ha allotjat una escola i una sabateria. També va acollir la societat cooperativa de crèdit “La Confianza”, que va ser fundada l’any 1911 i posteriorment l’hotel Continental.

### Can Busco
Edifici d’estil eclèctic del 1913 situat a sa Bassa. Els adorns d’estil neoclàssic aporten els elements més originals. Al primer pis hi trobam guardapols triangulars i al segon, són plans. Al tercer s’hi troben unes mènsules piramidals davall l’ampit. La planta baixa es troba modificada per mor dels nous usos comercials. L'edifici ha allotjat el Salón Cine Moderno, cap al 1920, i la primera central telefònica.

### Can Dalmau
Edifici d’estil tradicionalista i decoracions eclèctiques del 1927, situat al cap de cantó que dona a sa Bassa i el carrer Joan Lliteras (popularment Ciutat). Els adorns, de ceràmica vidriada, formen estretes faixes i segueixen enrotllaments damunt els llindars a mode de pestanyes. Actualment la planta baixa està modificada degut es seu ús comercial.

### Edifici d’en Coca
També anomenat ‘’Can Coca’’ o el ‘’bunyol d’en Coca’’, és un gratacel construït als anys setanta configurat per tretze pisos i situat a un extrem de sa Bassa, entre els carrers Peral i de n’Alexandre Rosselló. Va substituir l’antiga fonda muntaner, que fou un edifici de dues plantes d’estil tradicionalista amb persianes de doble fulla emmarcades per una faixa.

Actualment, s’hi troba la pantalla de sa Bassa. 

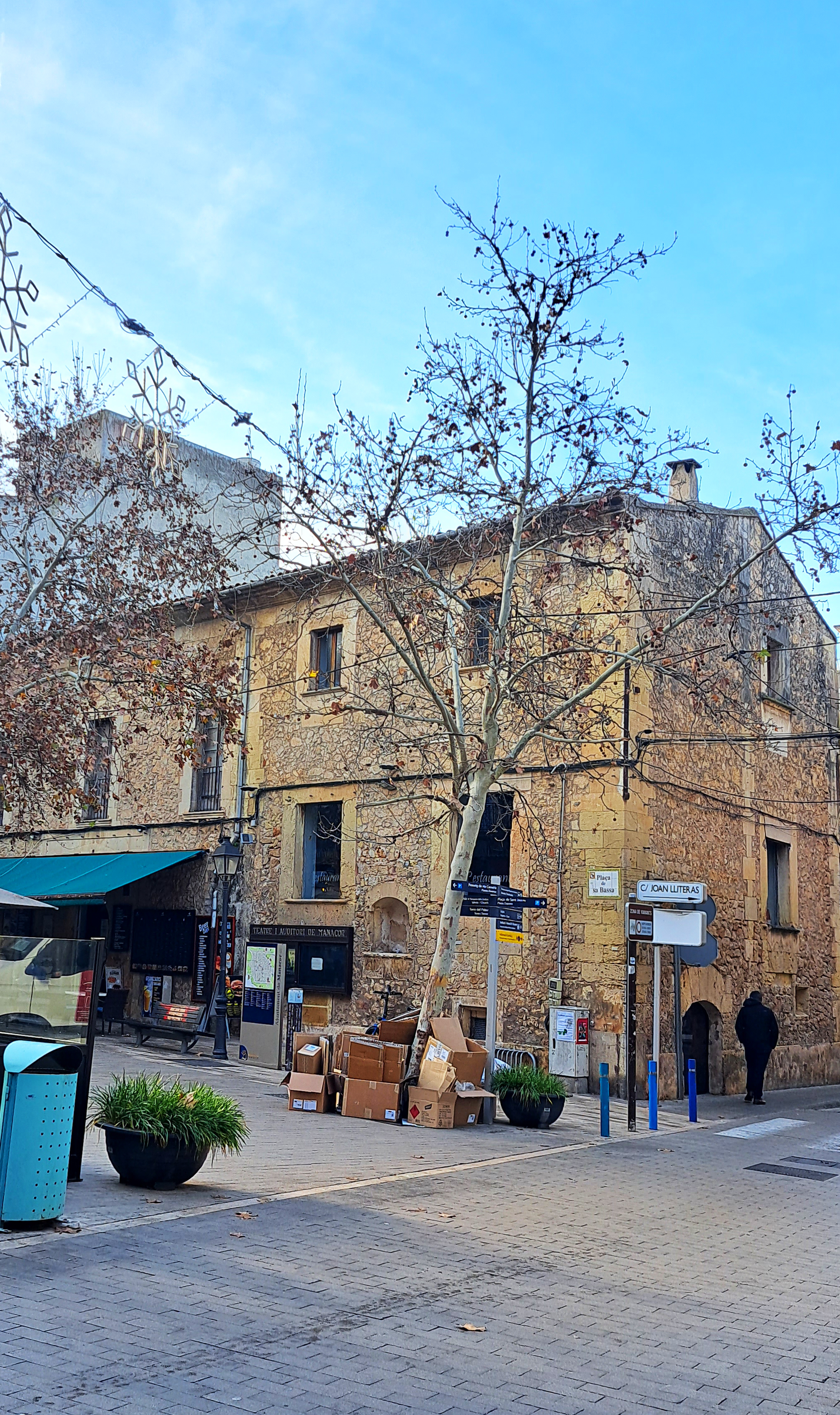
Sa Bassa, Can Serra
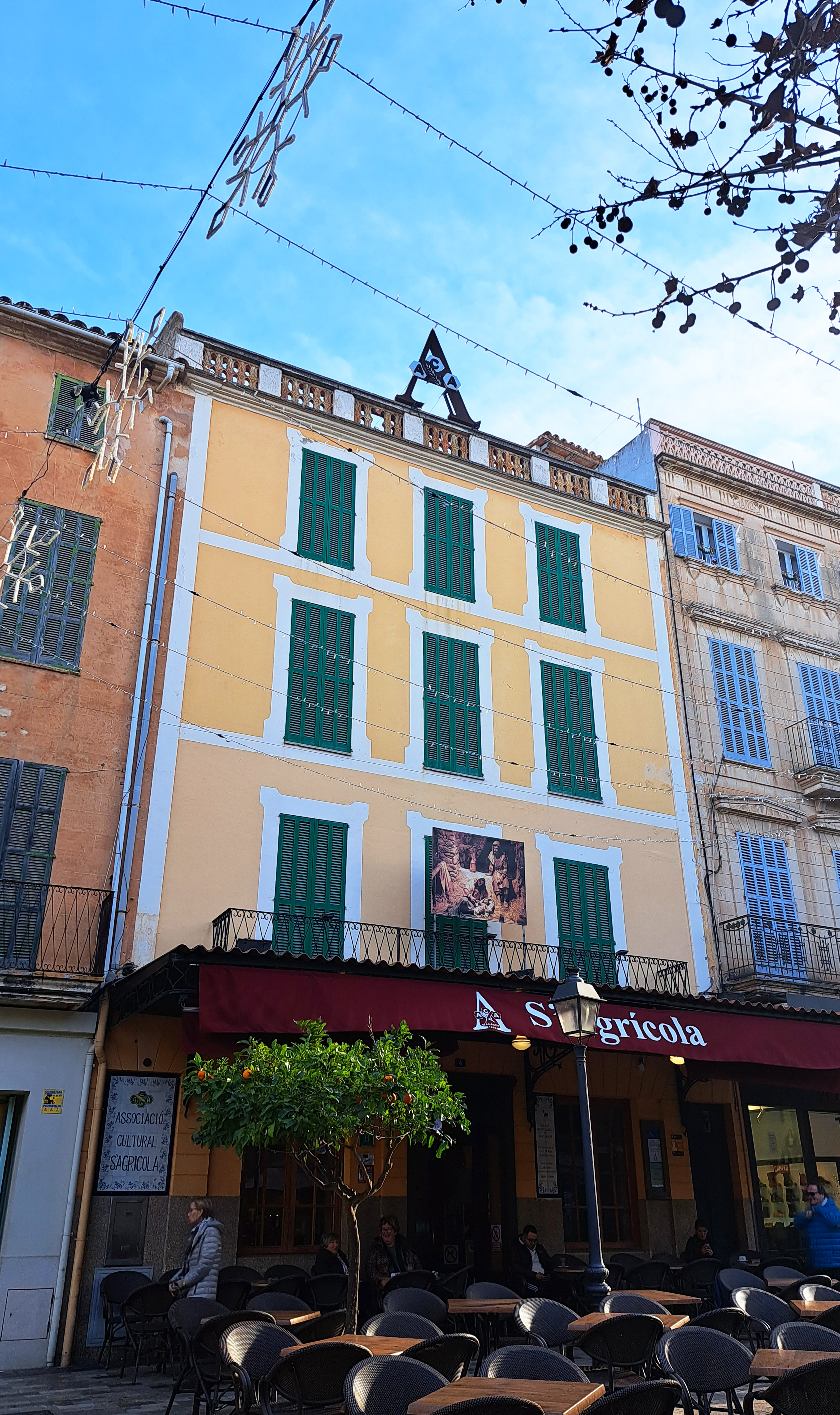
Sa Bassa, s'Agrícola
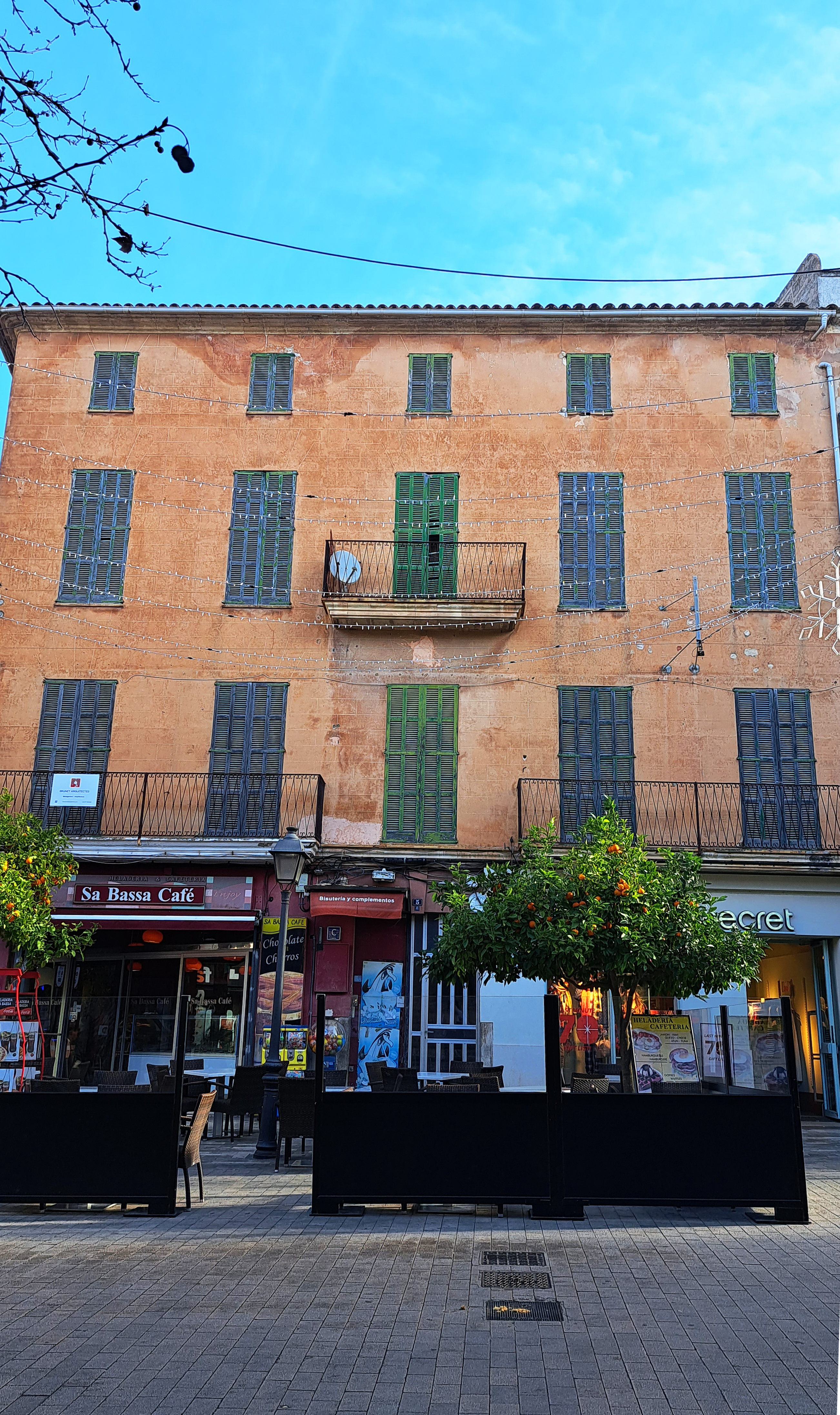
Sa Bassa, Can Babeley
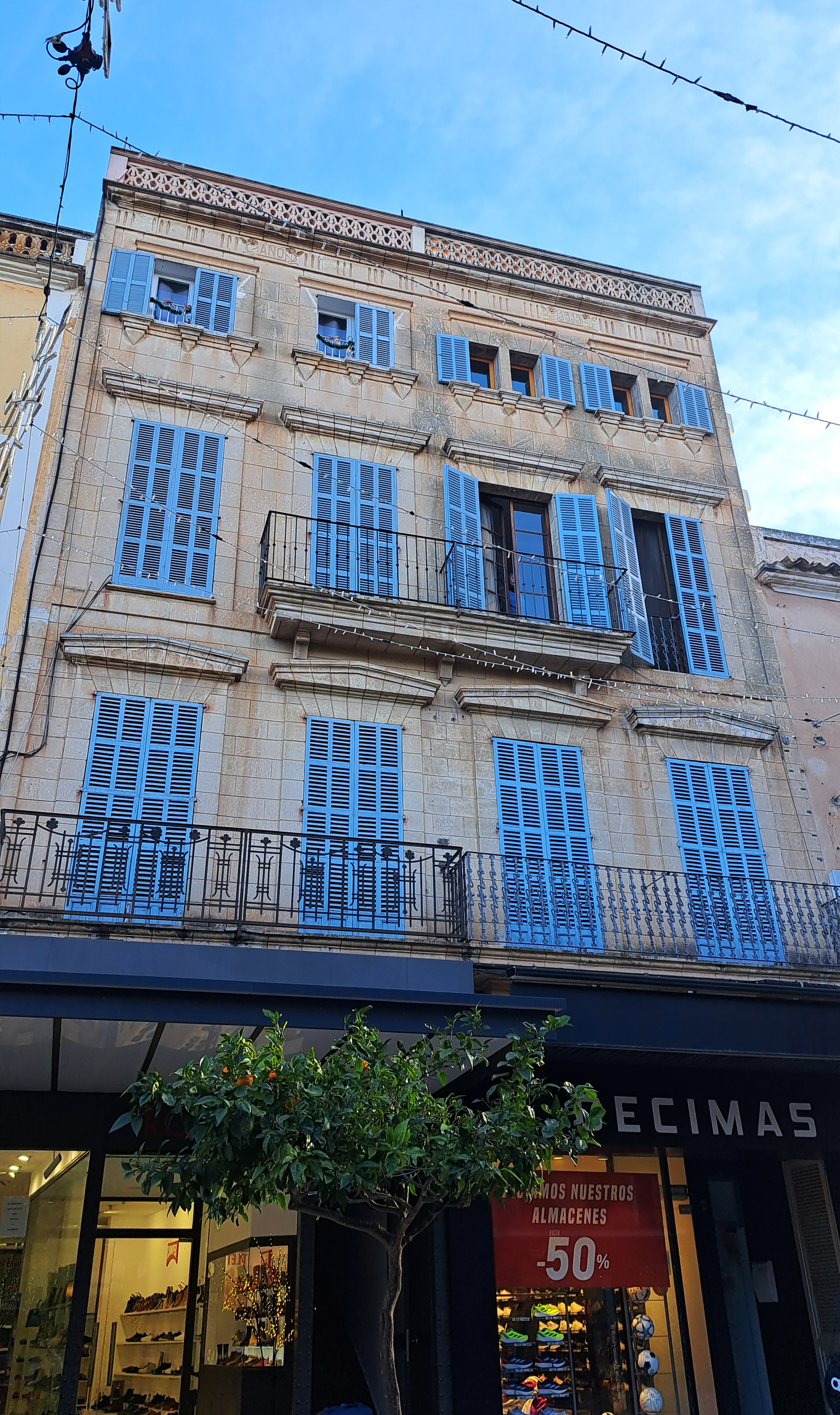
Sa Bassa, Can Busco
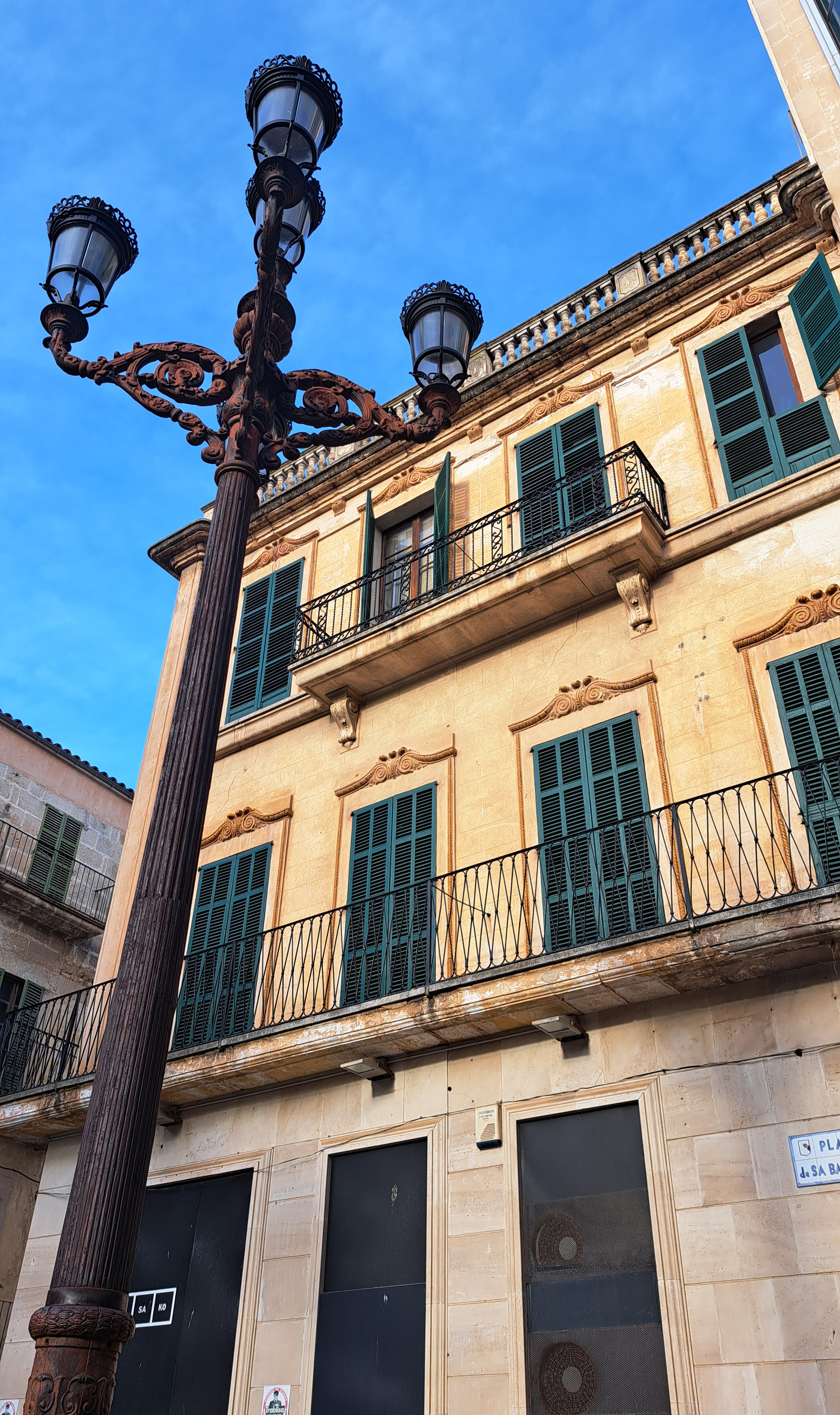
Sa Bassa, Can Dalmau
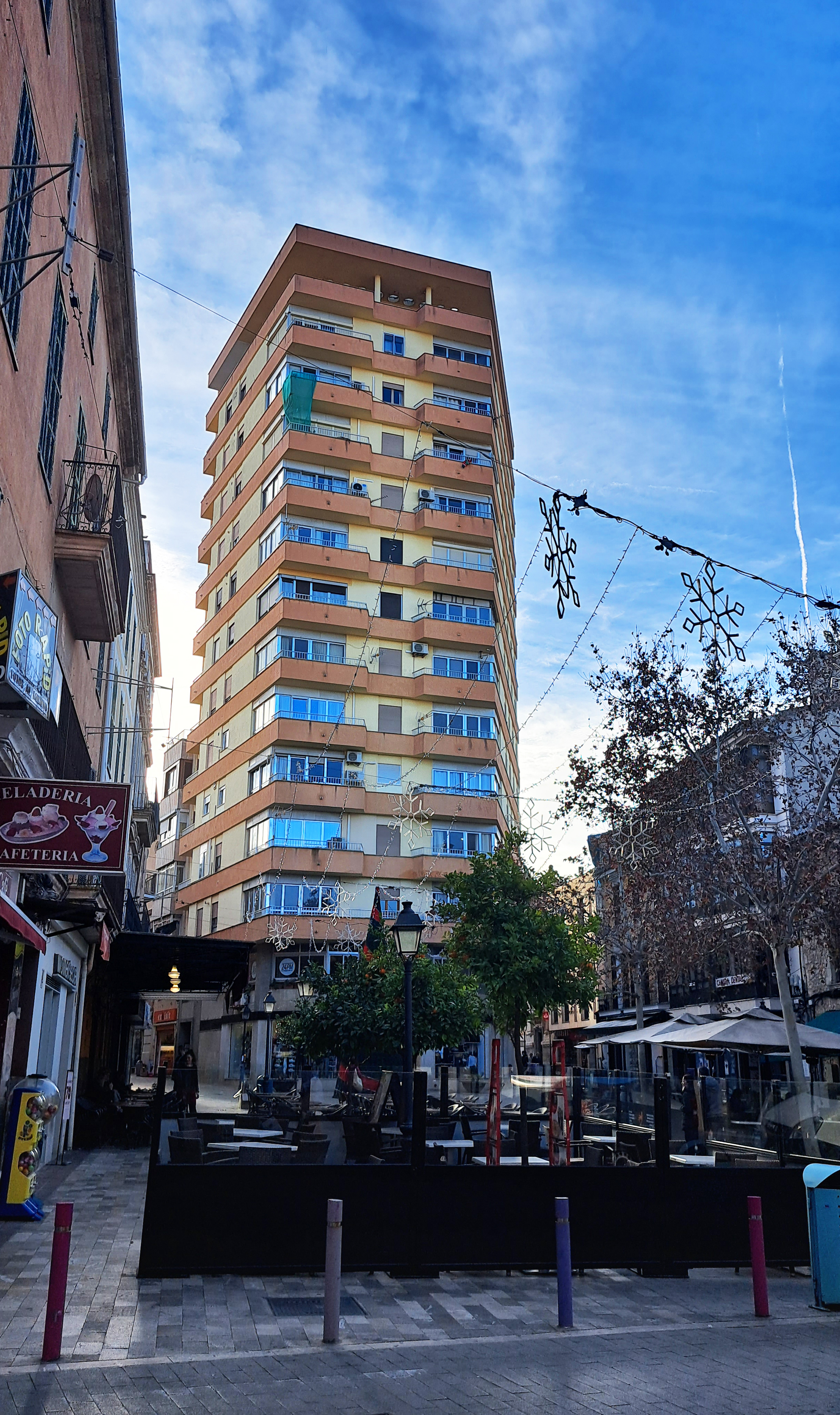
Sa Bassa, edifici d'en Coca

## Capella de sa Bassa
La Capella de sa Bassa consistia en una fornícula situada a la façana de l'antic casal de Can Puigdorfila, al cap de cantó entre sa Bassa i el carrer de n'Amer (actualment de Pius XII). Es tracta d'un conjunt escultòric de l'època de la decadència gòtica, segona meitat del segle xv, de l'escola de Guillem Segrera. L'estructura presenta un àngel a la part superior que sostenia un escut, tot i que actualment no es conserva l'emblema. La capella allotja tres figures de gran grandària: a l'esquerra es troba l'arcàngel Sant Miquel, al centre la mare de Déu, i a la dreta Sant Antoni Abad. Tot i així, existeixen vàries hipòtesis sobre la identitat de la tercera escultura, que apunten a Sant Jaume apòstol o Sant Josep.
Als anys 50, el vell casal va ser reformat per poder encaixar el Banc Espanyol de Crèdit (Banesto). Una campanya a favor de salvar la capella va fer que fos desmuntada amb precisió i va ser recol·locada a uns vint metres de la seva ubicació original. L'any 1992, davant d'una possible desaparició del monument, la parròquia dels Dolors estava disposada a cedir una paret de qualsevol lloc de les façanes del temple. Per una altra banda, la comissió municipal de Cultura, presidida per Tòfol Pastor, va oferir la seva col·laboració per salvar el conjunt històric. La capella, però, desaparegué de la vista pública fins al 2023, compareguda com a peça estrella de la sala medieval del Museu d'Història de Manacor.

## Pantalla de sa Bassa
La Pantalla de sa Bassa és un suport publicitari digital situat des de l'estiu de 2013 al primer pis de l'edifici d'en Coca, el gratacel de sa Bassa. Consisteix en una pantalla de LED de 2 x 2 metres i una potència de 3.000 nits. Cada dia s'hi projecten imatges en moviment o vídeos al punt més neuràlgic de Manacor, ja que calculen que, a la plaça, hi transiten una mitjana de 4.000 persones.
Es tracta del primer projecte de 24PM, una agència de marqueting digital nascuda d'un projecte de final de carrera. Està formada per l'equip de Miquel Sansó, Adrià Barceló, Mateo Echeverry i Guillem Contestí.

## Galeria

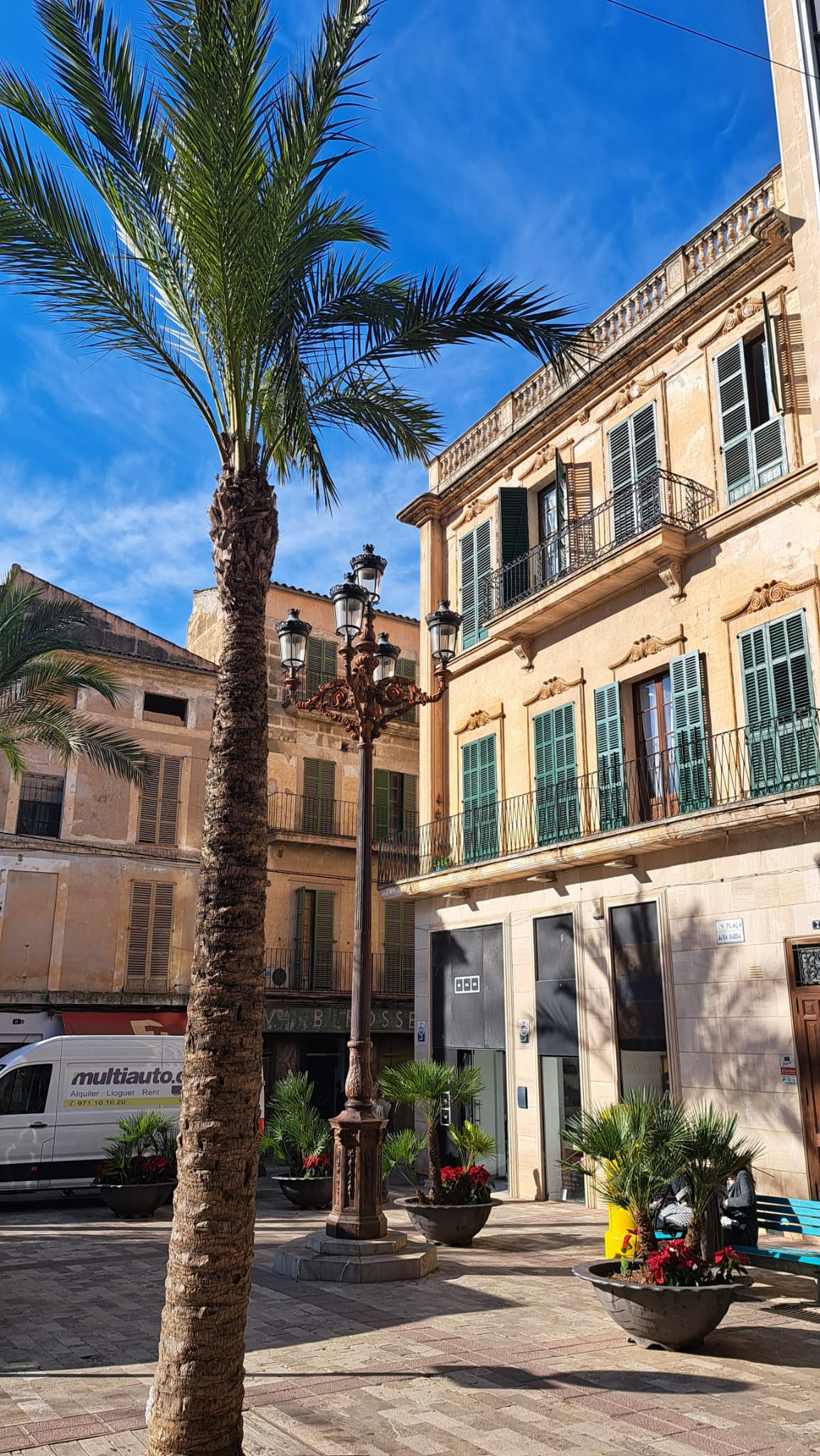
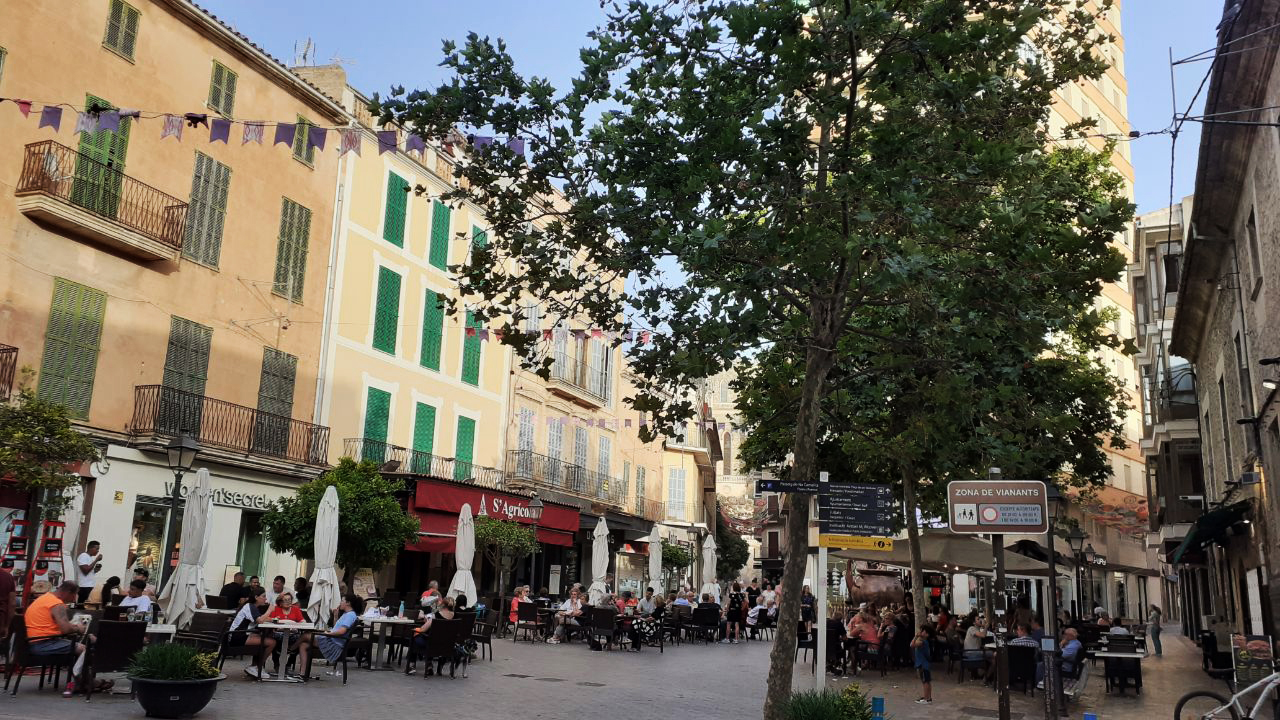
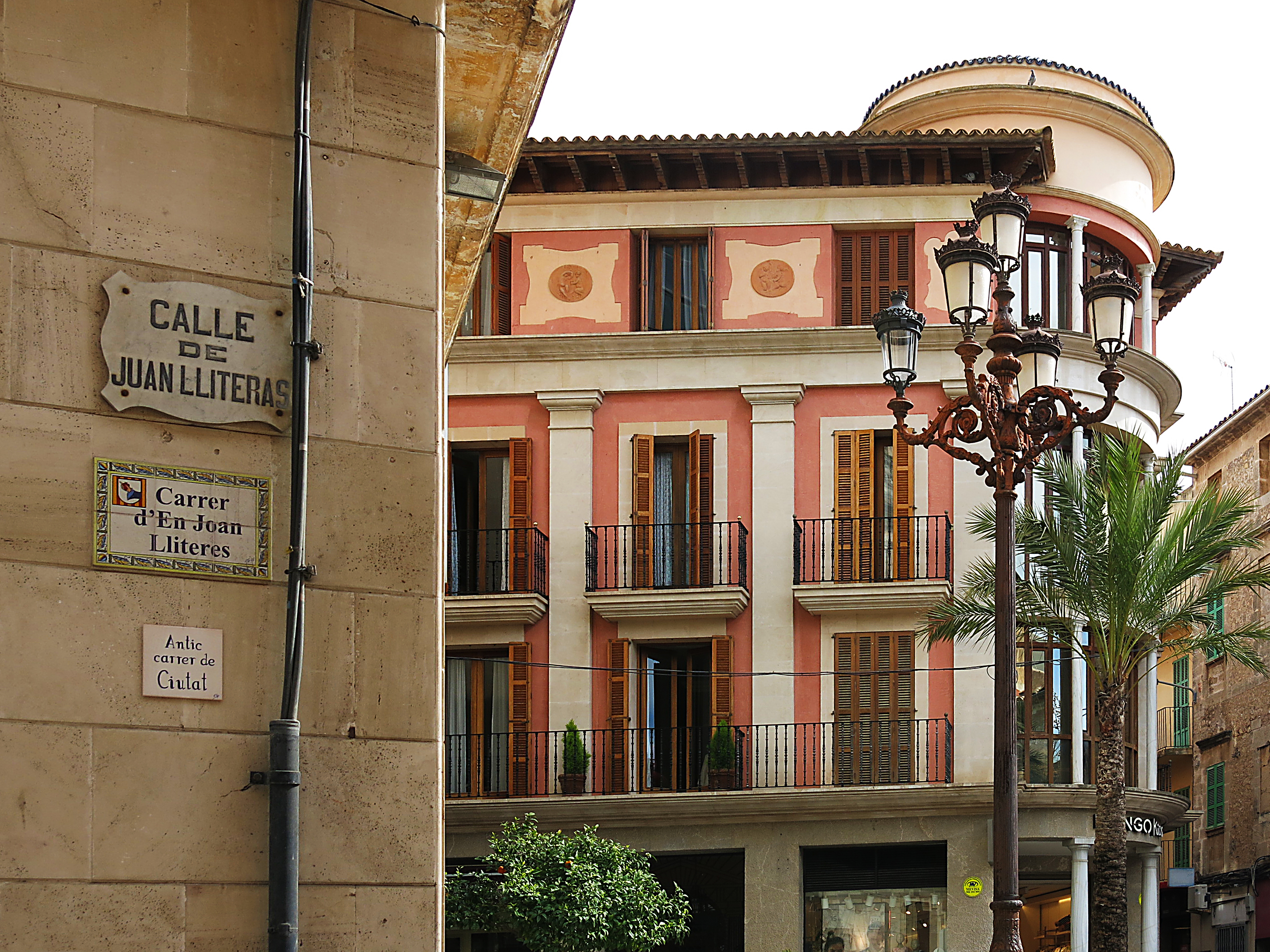